# Oblaci Kordiljevskog
Oblaci Kordiljevskog su nakupine prašine na Mjesečevoj stazi u položaju koji odgovara Lagrangeovim točkama L4 i L5 u sustavu Zemlja - Mjesec, a otkrio ih je poljski astronom Kazimierz Kordylewski 1961. Oblaci prašine, ovisno o kutu gledanja, mijenjaju prividni promjer (kutni promjer) od 1° do 4°, a sjaj im je jednak i manji nego sjaj protusvjetlosti (zodijačka svjetlost). Viđeni su i golim okom i fotografirani su, a registrirani su i iz umjetnih satelita. Ti oblaci, zajedno s Mjesecom, s istom kutnom brzinom mijenjaju položaj među zvijezdama. Najbolje se vide kada su na suprotnoj strani neba od Sunca, ili na svega 30° elongacije. Kao i Trojanci, i oblaci Kordiljevskog ne prebivaju stalno u libracijskim točkama, već se premještaju za nekoliko stupnjeva u oba smjera. U stvarnosti, oblaci su gušći dijelovi međuplanetarnog praha, sa 100 do 10 000 puta većom koncentracijom zrnaca prašine koja su u području libracijskih točaka našla relativno stabilnu putanju oko Zemlje.

## Poveznice
- Joseph-Louis Lagrange
- Lagrangeove točke
- Trojanci